# Diol

Etilen glicol, un diol simple

Resorcinol

Un diol és un compost químic que conté dos grups hidroxils (grups—OH). Aquest aparellament de grups funcionals és generalitzada i moltes subcategories han estat identificades. Els diols més comuns en la naturalesa són sucres i els seus polímers, de cel·lulosa. El diol industrial més comú és l'etilenglicol. Exemples de diols en què els grups funcionals hidroxil estan més àmpliament separats inclouen butan-1,4-diol HO—(CH₂)₄—OH i bisfenol A, i propilè-1,3-diol o beta propilen glicol, HO-CH₂-CH₂-CH₂-OH.

## Classificació

### Diols geminals
Un diol geminal té dos grups hidroxil enllaçats en el mateix àtom. Els exemples inclouen metanediol H₂C(OH)₂, la forma hidratada del formaldehid. Un altre exemple és (F₃C)₂C(OH)₂, la forma hidratada de l'hexafluoroacetona.

### Diols vicinals
En un diol vicinal, els dos grups hidroxil ocupen posicions vicinal, és a dir, estan units a àtoms adjacents. Aquestes conjuncions s'anomenen glicols.

### Bis(fenol)s
El bisfenol A és un compost important que conté dos grups fenol. Els fenols són alcohols aromàtics.

## Síntesi
Com que els diols són un arranjament comú de grups funcionals, s'han desenvolupat nombrosos mètodes de preparació.
- Els diols vicinals es poden produir de l'oxidació d'alquens.
- El tetraòxid d'osmi també es fa servir per oxidar alquens a diols vicinals.
- El peròxid d'hidrogen reacciona amb un alquè a l'epòxid i després per la saponificació a diol.[2] o per microreactor:[3]

- Els diols germinals es poden formar per hidratació de les cetones.

## Reaccions

### Diols generals
Els diols reaccionen amb els alcohols, per esterificació i formació d'èter.
Un diol pot ser convertit en èter cíclic usant un àcid catalitzador, això és la ciclació del diol.

### Diols vicinals
En l'escissió del glicol, l'enllaç C-C en un diola vicinal s'escindeix amb la formació de grups funcionals de cetona o aldehid.

### Diols geminals
En general, els diols geminals orgànics ràpidament es deshidraten per formar un grup carbonil.